# Landing der engelen
Landing der engelen (Engelse titel: Sideslip) is een sciencefictionroman uit 1968 van de Amerikaanse schrijvers Ted White & Dave Van Arnam.

## Synopsis
Ron Archer is een privédetective in New York van 1968, die plotseling in een ononderbroken stap op Sixth Avenue in een onbekend New York terechtkomt. Mensen zijn gekleed in bizarre kleding qua mode en kleuren, de vervuilde lucht is weg en de voertuigen verplaatsen zich geruisloos door een onbekende aandrijfkracht. Hij ontdekt tot zijn verbazing dat hij zich in een parallelle dimensie bevindt waar een levende Adolf Hitler rondloopt die als politicus door het leven gaat. Blijkbaar zijn tijdens de radio-uitzending in 30 oktober 1938 van Orson Welles' The War of the Worlds echte buitenaardse wezens geland met grote krachten tot hun beschikking waardoor ze een wereldwijde dictatuur konden oprichten. Het zijn geen Marsmannetjes, maar "engelen" van de planeten Thasson en Torlan, waarvan de twee volken net een 5000-jarige oorlog hebben gevoerd. Op het eerste gezicht lijken het welwillende wezens maar in werkelijkheid hebben ze allen hun eigen sinistere agenda en belangen en wordt er strijd geleverd tussen verschillende verzetsorganisaties.